# Norfolk Southern Railway

Streckennetz

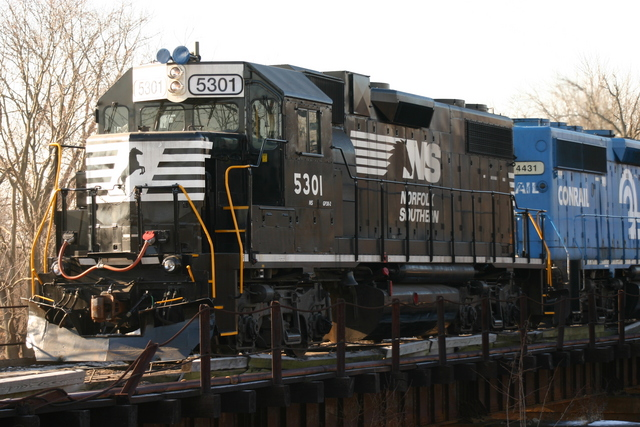
EMD GP38-2 der NS

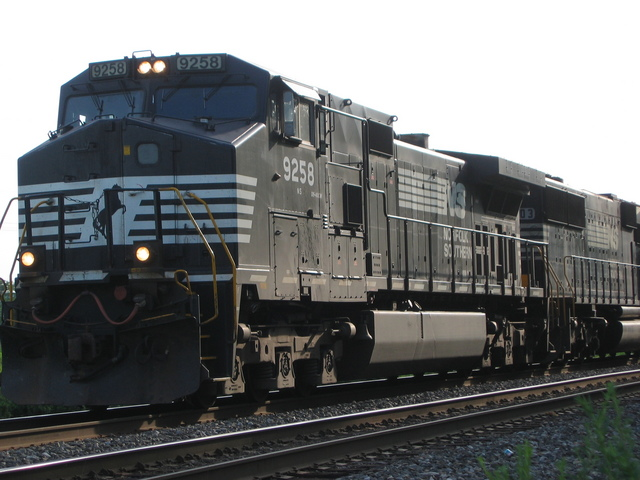
GE C40-9W der NS

Die Norfolk Southern Railway (AAR-reporting mark: NS) ist eine amerikanische Class-1-Bahngesellschaft. Sie ist die Führungsgesellschaft der Bahnaktivitäten der Norfolk Southern Corporation. Die Norfolk Southern ist neben der CSX Transportation das wichtigste Bahnunternehmen östlich des Mississippi River.

## Unternehmensstruktur
Sitz des Unternehmens ist Norfolk, Virginia. Das Streckennetz umfasst rund 24.450 km (mit Streckennutzungsrechten 32.100 km). Das Unternehmen hat 4.353 eigene und geleaste Lokomotiven (davon 4.099 Streckenloks) sowie 76.641 eigene und geleaste Güterwagen. Haupttransportgüter sind Container mit 23 % und Kohle mit 17 % des Gesamtaufkommens.
| Güterwagenklasse | Anzahl |
| ---------------- | ------ |
| Gondola          | 33.409 |
| Hopper           | 12.516 |
| Box              | 12.174 |
| Covered hopper   | 10.352 |
| Flat             | 3.580  |

Zur Gesellschaft gehören folgende formell noch bestehende Bahngesellschaften:
- Alabama Great Southern Railroad
- Camp Lejeune Railroad
- Central of Georgia Railroad
- Chesapeake Western Railway
- Cincinnati, New Orleans and Texas Pacific Railway
- Georgia Southern and Florida Railway
- High Point, Randleman, Asheboro and Southern Railroad
- Interstate Railroad Company
- Mobile and Birmingham Railroad
- Norfolk and Portsmouth Belt Line Railroad
- North Carolina Midland Railroad
- South Western Rail Road
- Southern Rail Terminals of North Carolina
- State University Railroad
- Tennessee, Alabama and Georgia Railway
- Tennessee Railway
- Virginia and Southwestern Railway
- Yadkin Railroad

Diese Gesellschaften sind im alleinigen oder im beherrschenden Besitz der Norfolk Southern Railway.
Bei folgenden Bahngesellschaft ist sie Teileigentümer:
- Belt Railway Company of Chicago (25 %)
- Kansas City Terminal Railway (8,33 %)
- Peoria and Pekin Union Railway (40,64 %)
- Winston-Salem Southbound Railway (50 %)
- Terminal Railroad Association of St. Louis (14,29 %)
- TTX Company (19,65 %)
- Augusta and Summerville Railroad (50 %)
- Central Transfer Railway and Storage Company (50 %)
- North Charleston Terminal (33,33 %)
- Woodstock and Blocton Railway  (50 %)
- Chatham Terminal (50 %)
- Conrail Inc. (58 %)
- Meridian Speedway (27,26 %)
- Pan Am Southern (50 %)

Außerdem hat die Norfolk Southern folgende Bahngesellschaften gepachtet:
- Cincinnati Southern Railway
- Pittsburgh and West Virginia Railroad (weiterverpachtet an die Wheeling and Lake Erie Railroad)

Daneben ist die Gesellschaft noch im Besitz einiger weiterer Gesellschaften aus anderen Wirtschaftszweigen.

## Geschichte
Ab Beginn der 1960er Jahre entwickelte sich unter den Eisenbahnen östlich des Mississippi ein Konzentrationsprozess. Neben der Fusion des New York Central System und der Pennsylvania Railroad zur Penn Central wurde ein Zusammenschluss der Chesapeake and Ohio Railroad mit der Norfolk and Western Railway angestrebt. Dieses Vorhaben wurde nach dem Konkurs der Penn Central und weiterer Bahngesellschaften im Nordosten am 22. April 1971 aufgegeben.
Der Konzentrationsprozess gewann gegen Ende der 1970er Jahre erneut Fahrt, als sich die CSX als Fusion aus Chessie System und Seaboard Coast Line bildete. Um mit dieser Gesellschaft auch weiterhin konkurrieren zu können, waren die beiden verbliebenen größten Bahngesellschaften im Osten der Vereinigten Staaten, Norfolk & Western und Southern Railway, zur Fusion gezwungen. In Vorbereitung der Fusion wurde 1981 die frühere Norfolk Southern Railway in Carolina and Northwestern Railway umbenannt. Zum 1. Juni 1982 wurden die Norfolk and Western Railway und die Southern Railway unter der Holdinggesellschaft Norfolk Southern Corporation vereinigt. Zum 31. Dezember 1990 fusionierten dann die beiden Gesellschaften zur neuen Norfolk Southern Railway.
Bereits ab Mitte der 1980er Jahre begann sich Norfolk Southern für eine Fusion mit Conrail zu interessieren. Nachdem Conrail jedoch 1987 an die Börse gebracht wurde, stellte man diese Pläne zurück. Da Conrail 1996 Fusionsgespräche mit CSX begann, machte Norfolk Southern ein Gegenangebot. In den folgenden Verhandlungen einigten sich CSX und Norfolk Southern auf eine Aufteilung der Gesellschaft. Am 8. Juni 1998 erteilte das Surface Transportation Board die Genehmigung zur Übernahme von 58 % von Conrail zum 1. Juni 1999. Damit erhielt die Gesellschaft unter anderem Zugang nach Neuengland und New York.
2005/2006 vereinbarte die Norfolk Southern mit der Kansas City Southern Railway ein Joint-Venture über die Strecke von Meridian nach Shreveport (Meridian Speedway LLC). Dabei steuert die KCS die Strecke bei und die Norfolk Southern 300 Millionen $, die für Erhöhungen der Kapazität der Strecke genutzt werden. Ein ähnliches Geschäftsmodell wurde bei der Gründung von Pan Am Southern verfolgt. Dabei hat die Pan Am Railways die als Patriot Corridor bezeichnete Strecke von Mechanicville nach Ayer in das Unternehmen eingebracht, während Norfolk Southern 137,5 Millionen Dollar für die Erweiterung der Streckenkapazität zur Verfügung stellte. Gleichzeitig erhielt die Gesellschaft damit Zugang nach Boston.
Die wichtigsten Baumaßnahmen der Gesellschaft betreffen derzeit die Hauptverkehrsachsen Port of Virginia (Norfolk) nach Chicago „Heartland Corridor“ und New Orleans/Memphis-North Jersey „Crescent Corridor“. Die Strecken sollen für doppelstöckige Containerzüge ausgebaut werden.
Am 3. Februar 2023 entgleiste beim Eisenbahnunfall von East Palestine ein Zug der Eisenbahngesellschaft in East Palestine an der Bahnstrecke Pittsburgh–Gary. Zwar wurde niemand unmittelbar verletzt, jedoch kontaminierten auslaufende und kontrolliert abgebrannte Chemikalien die Umwelt. Das Unternehmen wurde kritisiert, durch Einsparungen in den Wartungszyklen und ähnliche Maßnahmen den Unfall mit verursacht zu haben. Außerdem seien die Entschädigungen für Anwohner zu gering gewesen.

## Fahrzeugpark

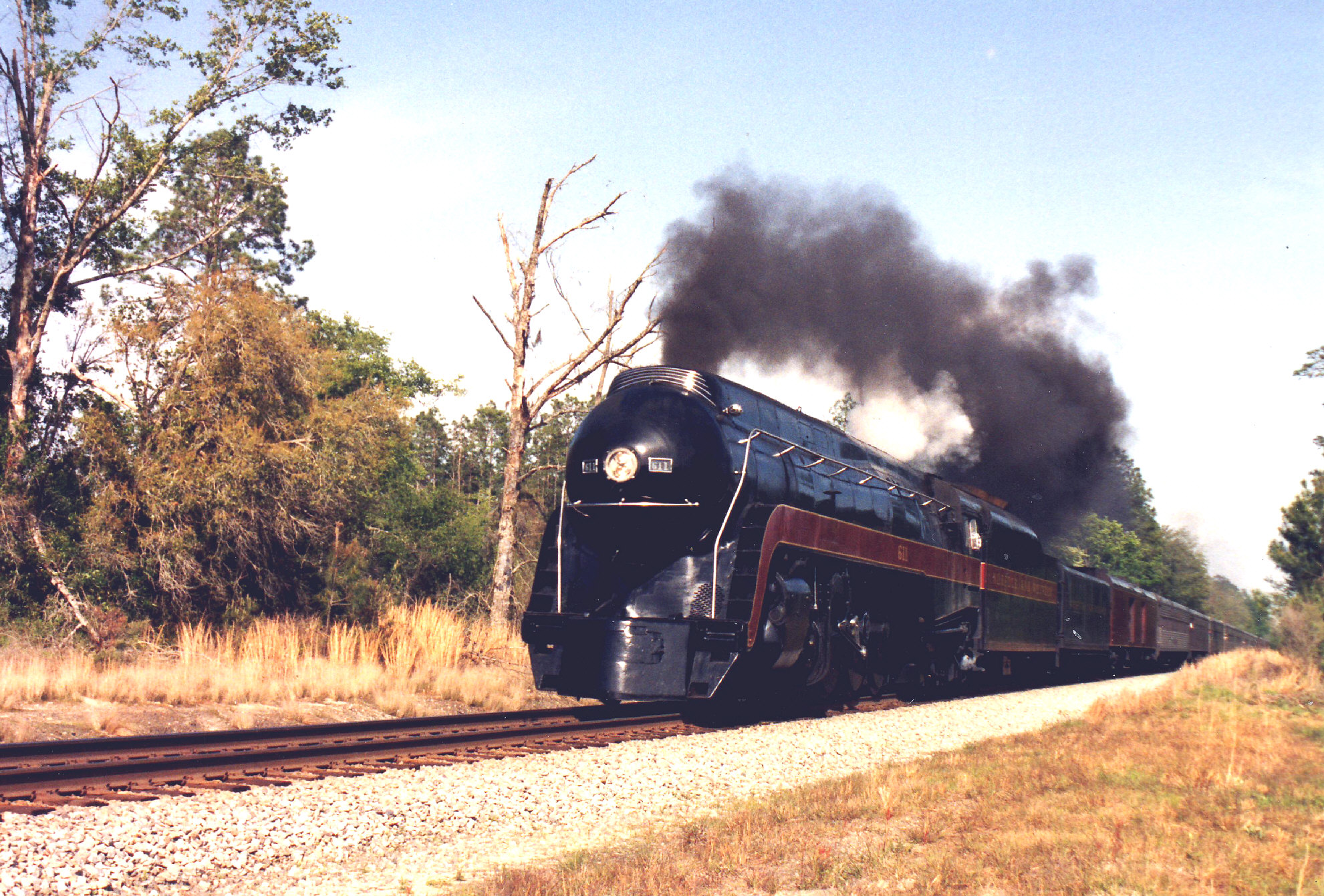
N&W 611 bei einer Fahrt 1992

Die Gesellschaft hat in ihrem Fahrzeugpark Lokomotiven von Electro-Motive Diesel und General Electric Transportation. Dabei haben GE C40-9W mit 1090 Exemplaren den größten Anteil. Weitere eingesetzte Typen von größerer Stückzahl sind EMD SD70, SD70M, SD70M-2, SD40-2, GP38-2, SD60 und GE ES40DC. Die C40-9W und die ES40DC sind speziell für die Norfolk Southern gefertigte Lokomotiven, deren Leistung ursprünglich von 3270 kW auf 2980 kW reduziert war.
Die Norfolk Southern setzt daneben mehrere abgasarme Gen-Set-Lokomotiven, vor allem im Verschubdienst ein. Dabei handelt es sich um vier Railpower RP20BD, zwei NRE 3GS21B, zwei Railpower RP14BD, eine Railpower RP20CD, eine NRE 3GS21C-DE und zwei Progress Rail PR43C. Daneben läuft die Erprobung der batteriegetriebenen Brookville BP-4 (NS Nr. 999).
Für den Geschäftszug stehen zwei F9PH und zwei F7B in einer an die Lackierungen der früheren Southern Railway-Güterzuglokomotiven erinnernden Farbgebung zur Verfügung.
In Fortführung der von der Southern Railway und der Norfolk & Western angebotenen Ausflugsfahrten mit Dampflokomotiven waren bis 1994 die (1’C)C2’h4-Mallet-Lok N&W 1218 (N&W-Klasse A), die 2’D2’h2-Schnellzuglokomotive N&W 611 (N&W-Klasse J) und die 1’D1’h2 SR 4501 (SR-Klasse Ms) im Einsatz.

## Präsidenten der Norfolk Southern Railway
- 1990–2004: David R. Goode
- 2004 – 1. Juni 2013: Charles W. Moorman
- 1. Juni 2013–1. Dezember 2021: James A. Squires
- 1. Dezember 2021–11. September 2024: Alan H. Shaw
- 11. September 2024: Mark George